# Желанновское сельское поселение (Рязанская область)
Жела́нновское се́льское поселе́ние — сельское поселение в Шацком районе Рязанской области. Поселение утверждено 14 апреля 2009 года, советом депутатов муниципального образования желанновское сельское поселение, в связи с законом «О наделении муниципального образования — Шацкий район статусом муниципального района», принятый Рязанской областной Думой 22 сентября 2004 года.
Административный центр — село Желанное.

## История
Законом Рязанской области от 13 ноября 2006 года № 144-ОЗ, было преобразовано, путём его разделения, Желанновское сельское поселение — на Желанновское сельское поселение с административным центром в селе Желанное и Новосвеженское сельское поселение с административным центром в посёлке Свеженькая.

## Население
| 2010 | 2012 | 2013 | 2014 | 2015 | 2016 | 2017 |
| ---- | ---- | ---- | ---- | ---- | ---- | ---- |
| 493  | ↘479 | ↘458 | ↘452 | ↘442 | ↘433 | ↘428 |
| 2018 | 2019 | 2020 | 2021 |      |      |      |
| ↘421 | ↘409 | ↗414 | ↗516 |      |      |      |

## Состав сельского поселения
В состав сельского поселения входят 5 населённых пунктов
- Желанное (село, административный центр) — 148[14]
- Завидное (село) — 363[14]
- Каширино (посёлок) — 5[14]
- Марьино (деревня) — 32[14]
- Раменье (посёлок) — 0[14]